# COSMOS J100054.83+023126.2
COSMOS J100054.83+023126.2 è una galassia luminosa all'infrarosso situata in direzione della costellazione dei Sestante alla distanza di oltre 4,1 miliardi di anni luce dalla Terra.
Un recente studio è stato pubblicato su Astrophysical Journal Letters. In questa galassia starburst, tramite osservazioni effettuate con il Very Large Array (VLA), sono state identificate le regioni H I con il più elevato redshift al momento conosciute. La loro massa totale è stata stimata in 2,9 ± 1,0 × 1010 masse solari, con una distribuzione asimmetrica ed un'estensione ben oltre la galassia stessa.
La galassia non appare disturbata se visualizzata nella banda ottica, mentre le regioni H I visualizzate nella banda dei 21 cm suggeriscono un'interazione con una probabile galassia compagna.